# Saint-Sauveur-Marville
Saint-Sauveur-Marville ist eine französische Gemeinde mit 927 Einwohnern (Stand: 1. Januar 2022) im Département Eure-et-Loir in der Region Centre-Val de Loire; sie gehört zum Arrondissement Dreux und zum Kanton Saint-Lubin-des-Joncherets. 

## Geographie
Saint-Sauveur-Marville liegt etwa 28 Kilometer nordwestlich von Chartres. Umgeben wird Saint-Sauveur-Marville von den Nachbargemeinden Saint-Jean-de-Rebervilliers im Nordwesten und Norden, Le Boullay-les-Deux-Églises im Nordosten, Tremblay-les-Villages im Osten und Südosten, Thimert-Gâtelles im Süden sowie Châteauneuf-en-Thymerais im Südwesten und Westen.

## Bevölkerungsentwicklung
| Jahr                       | 1962 | 1968 | 1975 | 1982 | 1990 | 1999 | 2006 | 2020 |
| Einwohner                  | 235  | 217  | 390  | 447  | 640  | 755  | 922  | 923  |
| Quellen: Cassini und INSEE |      |      |      |      |      |      |      |      |

## Sehenswürdigkeiten
- Kirche Saint-Sauveur, seit 1928/2014 Monument historique
- Kirche Saint-Martin im Ortsteil Levasville
- Kirche Notre-Dame
- Herrenhaus Le Jaglu

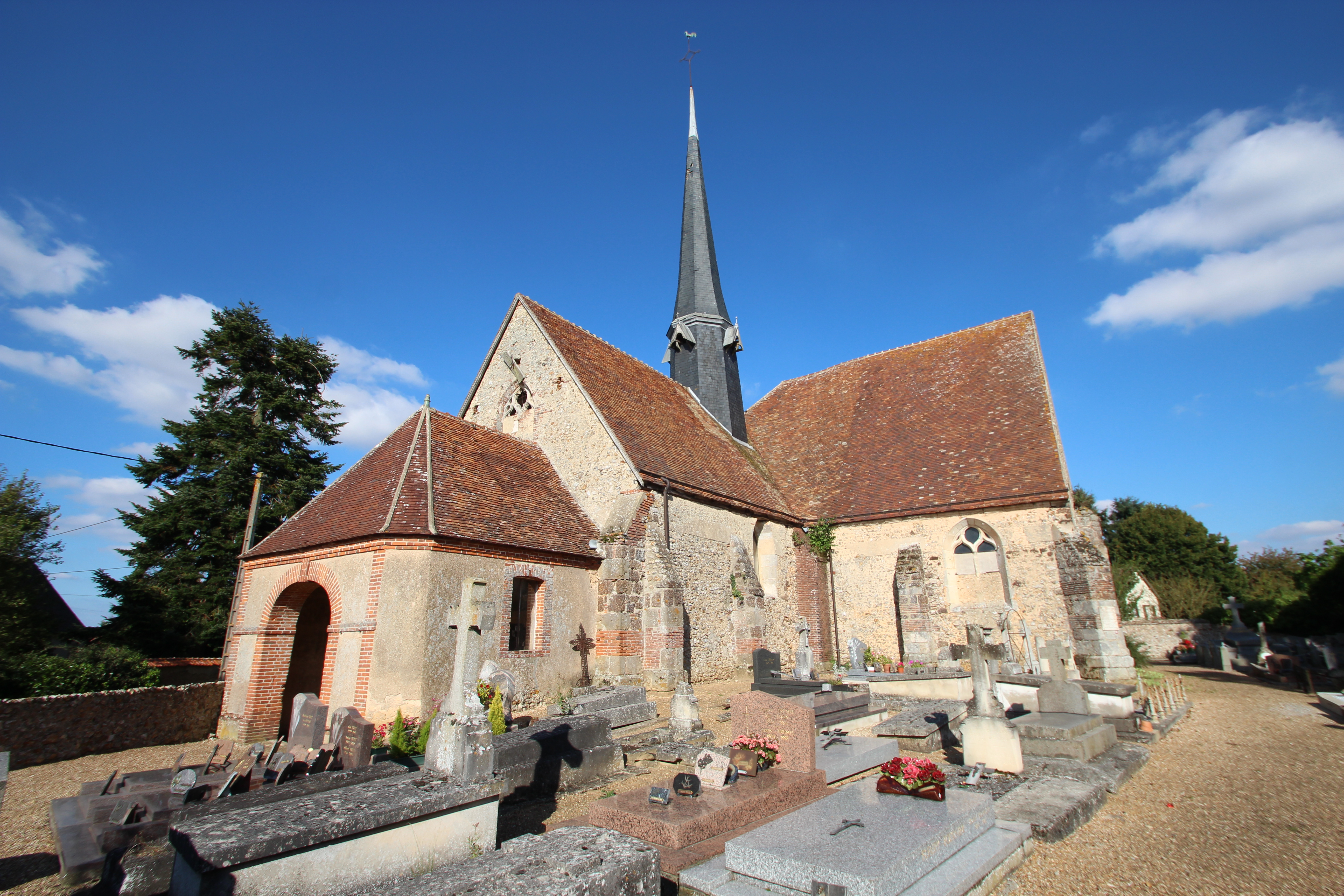
Kirche Saint-Sauveur
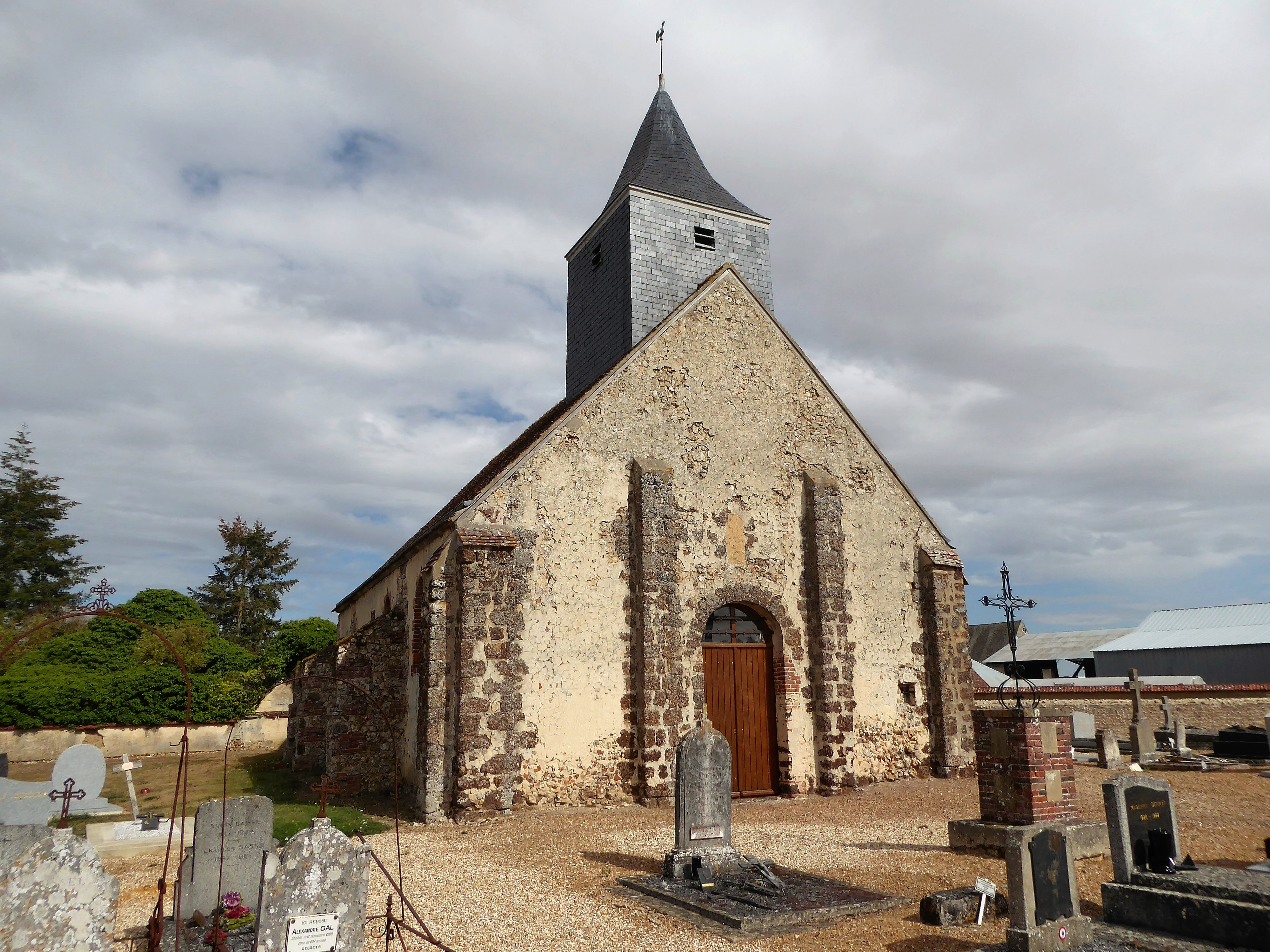
Kirche Saint-Martin
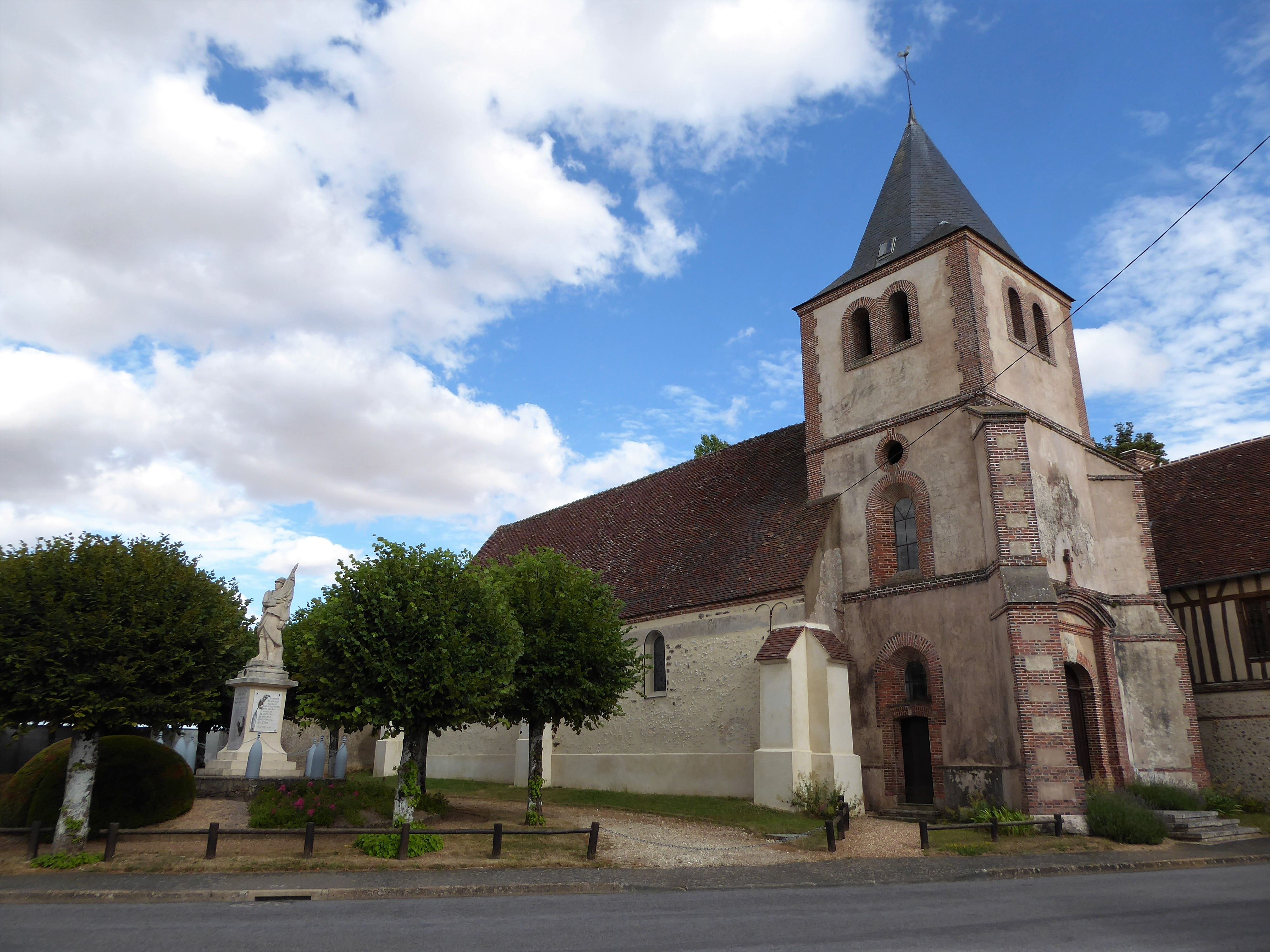
Kirche Notre-Dame
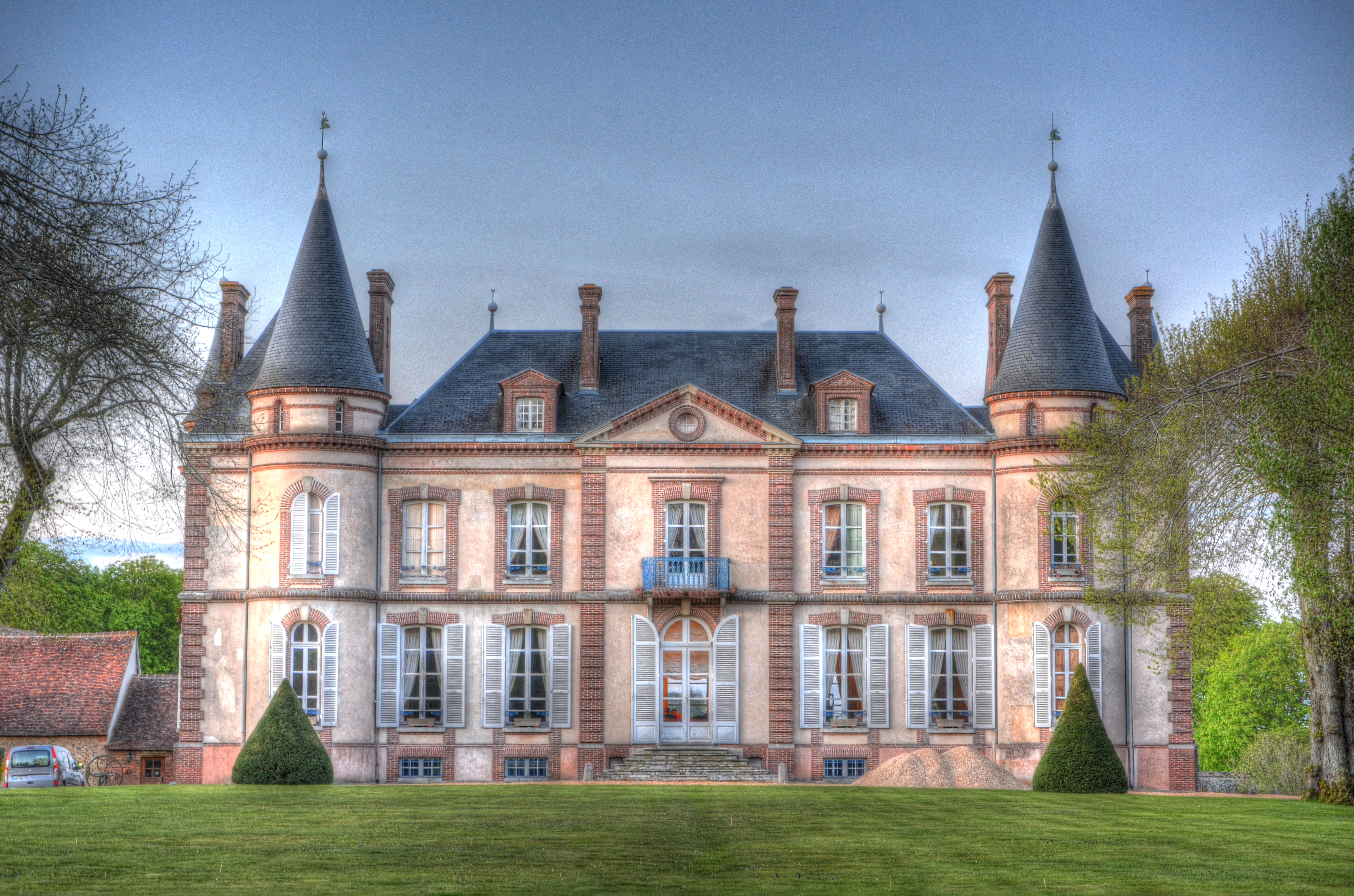
Herrenhaus Jaglu
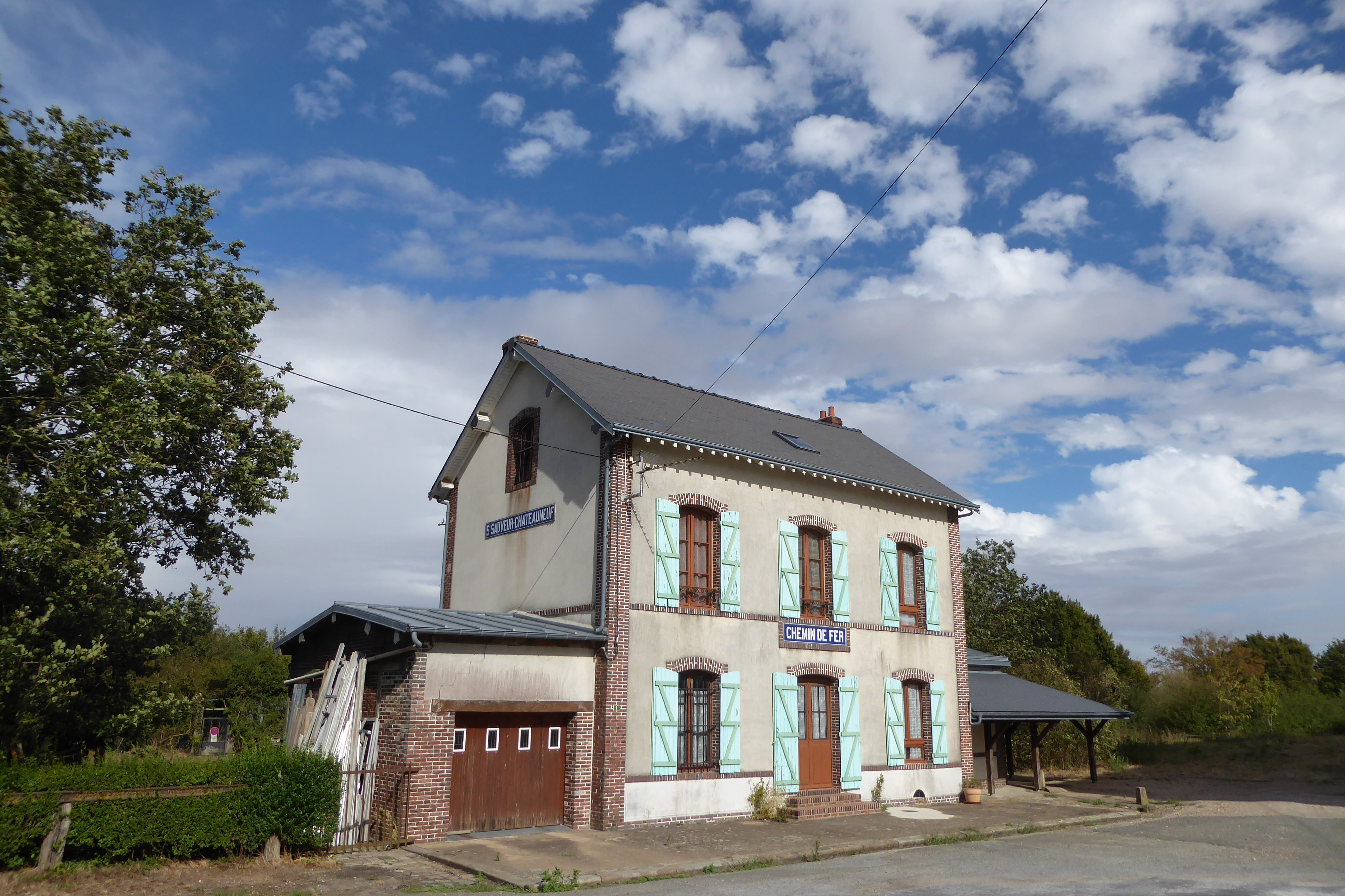
Ehemaliger Bahnhof der Bahnstrecke Chartres–Dreux